# Pengurung
Pengurung is een bestuurslaag in het regentschap Kaur van de provincie Bengkulu, Indonesië. Pengurung telt 180 inwoners (volkstelling 2010).